# Hans Keesebrod

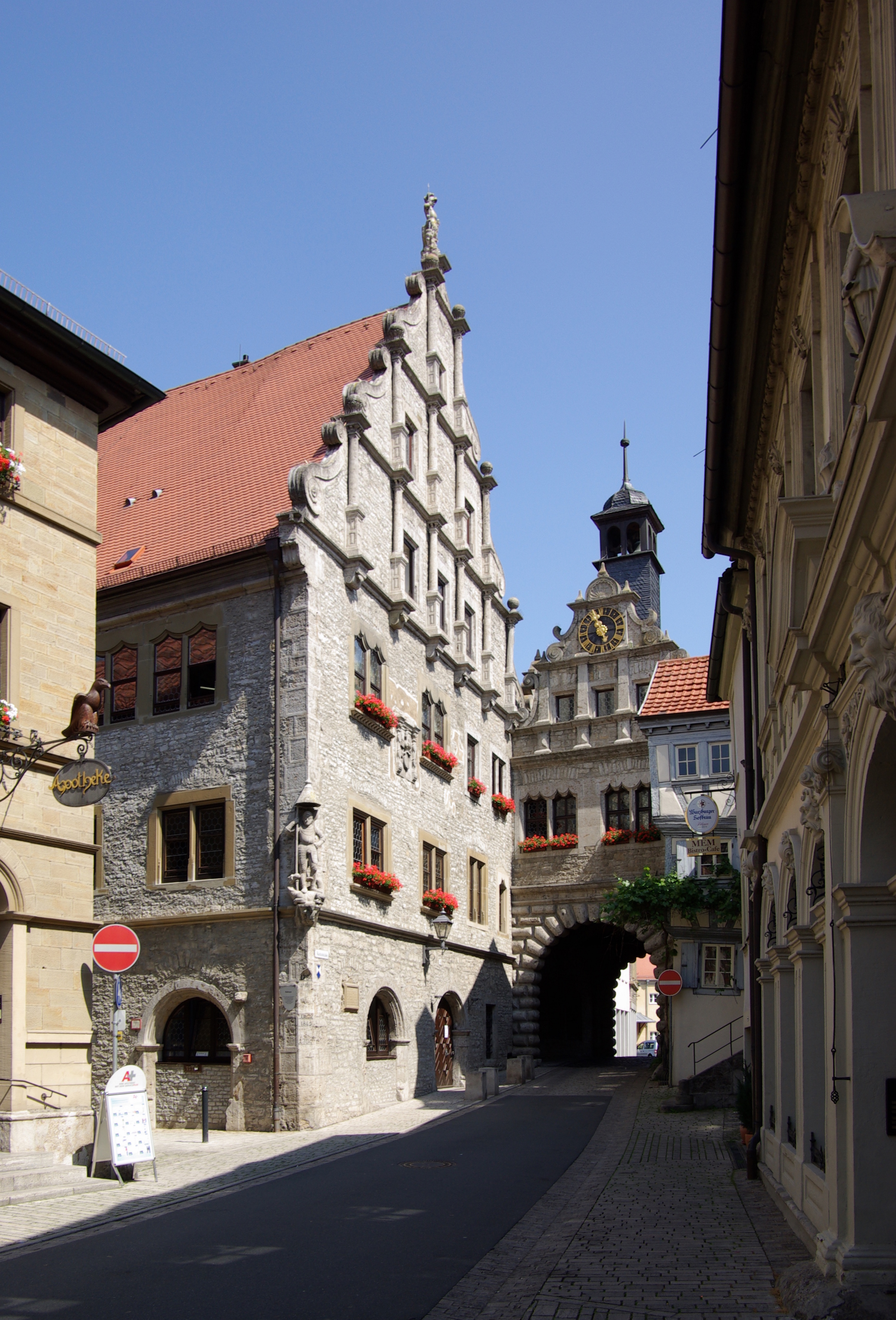
Rathaus Marktbreit, von Hans Keesebrod 1579 begonnen.

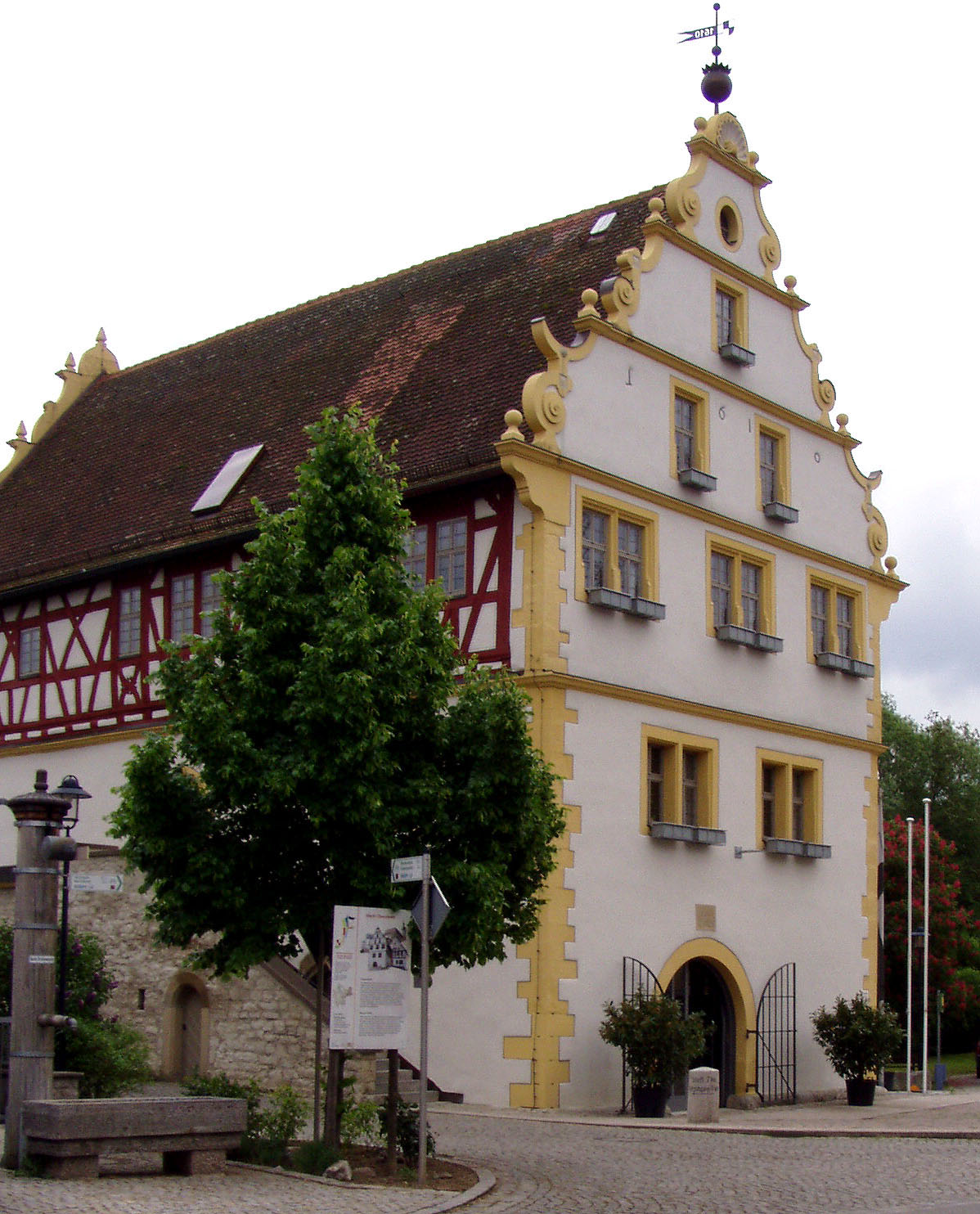
Rathaus Obernbreit, von Hans Keesebrod 1609–1610 erbaut.

Hans Keesebrod d. Ä. (auch Hans Kesenbrod u. a.; * 1537 in Unterschwaningen; † 16. Juli 1616 in Segnitz) war ein deutscher Baumeister, Reformator, markgräflicher Schultheiß und gewählter Bürgermeister. Als Baumeister schuf er einige der bedeutendsten Profanbauten der fränkischen Renaissance. Als markgräflich eingesetzter Schultheiß und viele Jahre zugleich gewählter Bürgermeister in Segnitz hatte er als Reformator überörtliche Bedeutung. Darüber hinaus ist er einer der sehr wenigen „Normalbürger“ der beginnenden Neuzeit, über deren Leben man sich noch heute ein ziemlich genaues Bild machen kann, obwohl er weder dem Adel noch dem Klerus angehörte. 

## Biografie

### Jugend und Wanderjahre
Hans Keesebrod, „von Kaisern und Königen geehrt“, muss nach zeitgenössischen Berichten von großer Körperkraft gewesen sein. Meisterhaft focht er mit dem Zwei- oder Bidenhänder, dem schweren Langschwert, das er auch in seinem Wappen führte. Dieses zeigt einen stilisierten Löwen über drei Bergen, der ein Schwert mit beiden „Händen“ hält. Schon als Jüngling, als er einmal Kaiser Karl V. bei Ingolstadt reiten sah, begeisterte er sich für das Fechten.
Wegen „allerlei ritterlicher Taten für Kaiser, Könige, Fürsten und Herren“ ernannte Kaiser Maximilian II. den Fünfunddreißigjährigen 1572 zum Fechtmeister („Meister des Bidenhänders“). Keesebrod gehörte vermutlich zumindest zeitweise den Markusbrüdern an, die alljährlich zur Messe in Frankfurt ihre in langen Lehrjahren erworbene Fechtkunst zeigten. Nach Wanderjahren erwarb der Lutheraner Keesebrod um 1565 das Bürgerrecht im katholischen Ochsenfurt, wo er Steuern für ein Haus und einen Weinberg zahlte und wo ihm 1574 ein Sohn geboren wurde. Aus dieser Zeit stammt ein frühes Werk, der Ochsenfurter Marktbrunnen (1573).   
Im gleichen Jahr war mit Julius Echter von Mespelbrunn der Mann Fürstbischof von Würzburg geworden, der im Laufe seiner langen Regierung jeden Funken des neuen Glaubens in seinem Bereich auslöschen sollte. Noch vor der Echterschen Vertreibung aller Andersgläubigen aus dem Bistum Würzburg setzte sich Keesebrod in den für ihn sicheren, da lutherischen, ansbachischen Herrschaftsbereich ab. Keesebrod heiratete in Segnitz eine wohlhabende Witwe, die reichen Grundbesitz mit in die Ehe brachte. Das Paar ging mit einem detaillierten Erbvertrag in die Ehe, der sich im Staatsarchiv Würzburg befindet.

### Baumeister der Fürsten und Markgrafen
Ab 1579 leitete er für Georg Ludwig von Seinsheim den Bau des Marktbreiter Rathauses. Der wuchtige, wasserschlossähnliche Bau am Breitbach gilt als einer der schönsten Profanbauten der deutschen Spätrenaissance. Auch das stilistisch verwandte Seinsheimsche Schloss in Marktbreit (1585 als Residenz für von Seinsheims Frau begonnen) sowie die Friedhofshalle und das Winzerhofhaus von 1603, letzteres eine Kopie des von ihm 1588 erbauten Segnitzer Rathauses, geben in Marktbreit Zeugnis seines soliden handwerklichen Stils.
Als Spätwerk gilt neben dem Markgräflichen Amtshaus (Segnitz) (1608) das ab 1609 auf den Grundmauern eines gotischen Vorgängerbaus erbaute ansbachische Oberschultheißenamt in Obernbreit (das spätere Rathaus von Obernbreit). Keesebrods prägender Einfluss sorgte dafür, dass der Renaissancestil im Raum Maindreieck bis zum Dreißigjährigen Krieg dominierte – länger als fast überall sonst in Europa. So kopierte man noch 1618 in Frickenhausen (Ochsenfurter Tor) detailgenau Keesebrods Ostgiebel des Obernbreiter Schultheißenamts. Auch in Sulzfeld (1602) und Marktsteft (um 1600) findet man sein Steinmetzzeichen.
In Segnitz, wo er sich 1593 ein prächtiges Wohnhaus baute, erneuerte er nahezu den gesamten Ort. Bürgerhäuser und das 1588 von ihm errichtete Rathaus zeugen noch heute von dieser Segnitzer Blütezeit, deren Bauwerke der Schriftsteller Italo Svevo (d. i. Aron, genannt Ettore Schmitz) und dessen Brüder, die knapp 300 Jahre später in Segnitz zur Schule gingen, als „kokett“ beschrieben. 
Bis ins hohe Alter arbeitete Keesebrod. 1607 stiftete und gestaltete er das Segnitzer Friedhofsportal. Zahlreiche freskengeschmückte, zum Teil bis ins 19. Jahrhundert wiederverwendete Grabdenkmäler mit seinem Steinmetzzeichen sind in der Friedhofshalle erhalten. 1608 errichtete er gegenüber dem Rathaus das noch prachtvollere ansbachische Schultheißenamt. Die durch den Ort führende Hauptstraße, die seinen Namen trägt (als Hans-Kesenbrod-Straße) besteht noch heute im Wesentlichen aus den von ihm geschaffenen Bauten, die alle unter Denkmal- bzw. Ensembleschutz stehen.

### Vertrauter des Markgrafen und der Bürger
Sein Ansehen stieg derart, dass er es sich leisten könnte, sein eigenes Haus mit Bauhof in Segnitz nicht nur mit einer schlossähnlichen mehrfarbigen Quadermalerei zu verzieren, sondern auch noch ein über öffentlichem Grund vorgekragtes Obergeschoss und einen Erker anzubringen. Ein „Schwarzbau“, der zunächst Ärger nach sich zog, denn solche Extravaganzen waren eigentlich nur Adel und Klerus erlaubt. 
Dies schadete ihm aber nicht: 1594 bestellte ihn der Markgraf von Ansbach zum Schultheißen. In den folgenden 22 Jahren seiner Amtszeit wurde aus dem armen Nest, in dem wenige Jahre zuvor ein Zeitzeuge „nur armselige Hütten und noch nicht einmal drei gute Strohdächer“ beschrieben hatte, ein wohlhabender Ort. 
Keesebrod erwarb sich auch das Vertrauen der Bürger: Einige Jahre später wählten ihn die Segnitzer zum Bürgermeister. In einem Bericht aus seinem Todesjahr 1616 heißt es, dass noch der über sechzigjährige Keesebrod im Schnee, bei allen Wettern und sogar bei Hochwasser zu Fuß bis nach Rothenburg und Ansbach gelaufen sei, um bei den zuständigen markgräflichen und kirchlichen Amtsstellen die Bürgerbegehren der Segnitzer vorzutragen.
Unter Keesebrod regelten die Segnitzer Statuten Rechte und Pflichten der Bürger. Diese im Staatsarchiv Nürnberg aufbewahrte Gesetzessammlung garantierte den Segnitzer Bürgern für die damalige Zeit außergewöhnliche Freiheiten. 1601 führte Keesebrod die Reformation in seinem Heimatort ein und baute später die Kirche um; sein Steinmetzzeichen prangt auf einem Sandsteinkreuz auf dem Giebel: Eine seltene, erst posthum von den Bürgern angebrachte Ehre, die man von keinem anderen Baumeister der Region kennt.
Ein Sohn Johann Kesenbrod, (* 1574 in Ochsenfurt, † 1636 in Lichtel bei Oberrimbach) studierte in Jena, wurde Gelehrter in Rothenburg o.d. Tauber („Johannes Tyrartus“), u. a. als Konrektor der Lateinschule und hinterließ historisch bedeutsame Schriften, darunter eine Biographie seines Vaters.